# Psychotria trichanthera
Psychotria trichanthera är en måreväxtart som beskrevs av Karl Moritz Schumann. Psychotria trichanthera ingår i släktet Psychotria och familjen måreväxter. Inga underarter finns listade i Catalogue of Life.